# Codex Borbonicus
Le codex Borbonicus est un manuscrit mésoaméricain peint sur du papier d'amate et plié en accordéon. Ce document pictographique de tradition nahua servait de rituel divinatoire, mais aussi de diurnal pour la célébration des fêtes religieuses. Si sa date d'exécution exacte demeure inconnue, elle est néanmoins estimée aux alentours de la conquête espagnole du Mexique, c'est-à-dire entre la fin du XVe et le début du XVIe siècle. De la sorte, il n'est pas possible d'affirmer avec certitude s'il s'agit d'un authentique codex préhispanique ou alors, à contrario, d'un ouvrage colonial. Le codex Borbonicus tient son nom du Palais Bourbon où il est conservé dans les collections de la Bibliothèque de l'Assemblée nationale sous la cote Y120. Parmi les quelques codex d’origine aztèque retrouvés, ce manuscrit est l’un des héritages les plus précieux qui aient pu être préservés.

## Histoire

### Date d'élaboration
S'il existe un consensus pour affirmer que le codex Borbonicus a été élaboré dans le bassin de Mexico, il n'en va pas de même quant à la date de sa réalisation. Car certains mésoaméricanistes le considèrent comme un document peint avant la conquête du Mexique (Hamy 1899 ; Caso 1967), tandis que d’autres estiment que son style pictographique porte les traces d'une influence espagnole (Robertson 1959). Il pourrait alors s'agir d'une "commande" des autorités de la Nouvelle-Espagne cherchant à se documenter sur une population qu’ils devaient administrer et évangéliser. Plus récemment, Batalla Rosado soutient pour sa part que le style des scribes ayant réalisé le codex Borbonicus s'inscrit pleinement dans la tradition précolombienne et ne révèle aucun type d'influence européenne. Selon lui, ce manuscrit a été confectionné par des indigènes et destiné à des « lecteurs » indigènes. Quoi qu'il en soit, la question n’a toujours pas été tranchée et l’étroitesse de la fenêtre chronologique de réalisation entre 1507, année de la célébration d’une cérémonie du "Feu nouveau" représentée dans le manuscrit, et, peut-être, la décennie ayant suivi la Conquête, soit les années 1521 à 1530 – rend le recours aux méthodes de datation usuelles, comme le carbone 14, totalement inutile.

### Arrivée en Europe
Sans que l'on ait pu déterminer comment le codex Borbonicus était parvenu en Europe, la première mention de son existence date de 1778 : il se trouve alors à la Bibliothèque du monastère de l’Escurial en Espagne. Par la suite il aurait été dérobé soit lors de la guerre d'indépendance espagnole (1808-1814), soit au moment de l'expédition d'Espagne (1823), pour réapparaître en 1826 dans une vente publique en France. C'est alors que Pierre-Paul Druon, bibliothécaire de la bibliothèque de l'Assemblée nationale qui mène une politique d'achats de documents rares, l'acquiert pour la somme de 1 300 francs-or. Conservé depuis lors dans cette même bibliothèque, le codex Borbonicus a été officiellement désigné comme trésor national en 1960, et ainsi interdit de sortie du territoire français,.
Des fac-similés du codex ont été publiés en 1899 et en 1974, et plus récemment en 2021. Le premier est une lithographie en couleur d’une copie réalisée manuellement (Hamy 1899) tandis que le second est une reproduction d’origine photographique (Durand-Forest 1974) réalisée par Akademische Druck und Verlagsanstalt, à Graz en Autriche. Le document original n’est pas accessible au public mais une reproduction peut être vue au Musée national d'anthropologie de Mexico ou encore à la bibliothèque Claude-Lévi-Strauss à Paris.
Les premières études complètes du codex Borbonicus furent d’une part, celle réalisée en 1898 par Francisco del Paso y Troncoso sans édition en fac-similé et, d’autre part, celle publiée par Ernest Hamy en 1899 qui accompagnait la reproduction en chromophotographie, éditée par Ernest Leroux et financée par le duc de Loubat. Avant cela, en 1859, Joseph-Marius-Alexis Aubin avait présenté une brève description des parties essentielles du codex et en 1855 José Fernando Ramírez écrivit sur le document un mémoire toujours inédit.

### Demande de restitution
En décembre 2024, des représentants des Ñähñu, peuple autochtone du Mexique, demande un retour du codex dans leur pays, plaidant que ce manuscrit pluri-centenaire décrit des traditions qu’ils perpétuent encore.
Cette demande de restitution est appuyée par les députés LFI Arnaud Le Gall et Sophia Chikirou. Cette dernière, ancienne présidente du groupe d’amitié France-Mexique de l’Assemblée nationale, estime qu'« il s’agit d’une question de mémoire et de justice, qui doit être dissociée des relations diplomatiques. Nos deux pays ont beaucoup en commun et tout ce qui blesse la relation doit être soigné ».

## Caractéristiques physiques

### Support et substrat
L'analyse codicologique du codex Borbonicus, effectuée dans les années 70 par Jacqueline de Durand-Forest, révèle de manière convaincante que le support de la couche picturale est composé de plusieurs pièces d'un papier fabriqué à base de fibres d'écorce de ficus battues (liber), que les mexicains appellent papel amate. Ces pièces d'environ 40 centimètres de côté sont collées entre elles pour former une bande longue d'un peu plus de 14 mètres. L'ensemble est pliée en accordéon et se structure ainsi en 36 planches peintent uniquement sur le recto. Dans son état original, le codex était protégé par deux couvertures qui ont été arrachées (probablement par le vendeur) pour éviter toute traçabilité puisqu'elles contenaient le sceau de la bibliothèque de l’Escorial, emportant avec elles les deux premiers et les deux derniers feuillets. La comparaison avec d'autres manuscrits renforce cette hypothèse et laisse ainsi penser qu'il comptait initialement 40 pages.
Bien qu'invisible à l’œil nu, la présence d'un substrat préparatoire, sur les deux côtés du document, a été révélée par des analyses physico-chimiques récentes (2017). Cette étape d’application a eu lieu après l’encollage de l'ensemble des feuillets, mais avant le pliage des pages. Les figures polychromes du codex ont donc été tracées sur une couche d'enduit blanc à base de gypse. Néanmoins, comme l'atteste une pratique observée sur d'autres manuscrits précolombiens, il semble que ce produit a peut-être été bruni avant de recevoir les couleurs. Par ailleurs, un badigeon fait à base de gypse (peut-être le même que celui appliqué directement sur le substrat) a été utilisé pour couvrir certaines erreurs ou masquer des repentir.

### Couleurs et partition
La totalité des matières picturales utilisées dans le manuscrit ont été identifiées comme des préparations d’extraits colorants organiques animaux ou végétaux (noir de carbone, rouge cochenille, indigo et bleu Maya).Toutes ces sources de colorants sont mentionnées dans la littérature historique comme étant des préparations traditionnelles précolombiennes. Malgré le temps et les conditions de conservation qui n'ont pas toujours été optimales, la gamme chromatique du codex Borbonicus se caractérise par sa luminosité.
Des analyses non destructives effectuées entre 2013 et 2017 attestent de la réalisation de deux parties distinctes par des scribes - voire des ateliers, et/ou à des époques - différentes (au contraire du support). Car au changement stylistique des planches 23 à 36 se superpose une rupture technique avec l'emploi d'une palette de couleurs plus large dans cette deuxième partie, incluant plusieurs tons de bleu et de vert, ainsi que du mauve. Dans la première partie quant à elle composée des pages 3 à 22, on note en particulier l'utilisation d'un ton gris foncé tirant sur le marron de même qu'un vert qui connaît peu de variations tonales au fil des autres pages. Au demeurant, l'usure de ces 20 premières planches est plus grande, ce qui suggère qu'elles ont été consultées plus fréquemment.
Finalement, l'analyse des encres utilisées pour tracer les gloses en espagnol, qui commentent le contenu du codex et sont éventuellement contemporaines de sa création, révèle elle aussi une différence de composition élémentaire entre les deux parties du document. Celle-ci s'ajoute donc à la différence visuelle déjà décrite par del Paso y Troncoso pour qui plusieurs commentateurs du XVIe siècle ont participé à la rédaction de ces gloses.

## Contenu de la première partie

### Le compte des jours
La première partie du codex Borbonicus est formée d'une section de 18 feuillets qui composent de manière incomplète (les deux premières planches étant manquantes) un cycle calendaire de 20 treizaines ou mois de 13 jours (un par page), soit 260 positions journalières appelées Tonalpohualli ("Compte des jours"). Dans sa forme initiale, ce calendrier était consulté par les tonalpouhqui à la manière d'un almanach divinatoire auquel les prêtres nahuas donnaient le nom de Tonalamatl ("Livre des destins").
Sur chaque page, de gauche à droite sur la ligne du bas, puis de bas en haut de la colonne de gauche, sont encadrés 13 "Signes journaliers" pris sur une série de 20. Ces glyphes, qui se suivent et se répètent toujours dans le même ordre, sont numérotés avec des points rouges. Ils revêtent tous des caractéristiques prophétiques. Dans ces mêmes cases, chaque "Signe journalier" est accompagné par une figure en buste également évocatrice de présages. Ce sont les "Seigneurs de la nuit" (Yoaltetecuhtin) dont le règne, bénéfique ou maléfique, durait du coucher au lever du soleil. Au nombre de 9, ils se succèdent dans un ordre invariable. Aux "Seigneurs de la nuit" et à leurs augures, viennent encore s’adjoindre les 13 "Seigneurs du jour" (Tonaltetecuhtin). Représentés avec des volutes de parole ou de chant dans les cases jouxtant celles des jours, et constamment distribuées en suivant le même comput que celui des treizaines (numérotation de 1 à 13), ces figures divines influençaient à tour de rôle la période journalière allant de minuit à midi. Pour les heures suivantes, accompagnant le déclin du soleil jusqu'à minuit, les "Seigneurs du jour" laissaient leur place à "l'Oiseau précieux" (Iquechol) dont ils étaient affublés.
| Distribution des 13 "Signes journaliers" et de leurs "accompagnants" sur la première planche du "Comptes des jours" (Les 2 premiers feuillets étant manquants, ce tableau correspond à la troisième treizaine du Tonalpohualli) | Distribution des 13 "Signes journaliers" et de leurs "accompagnants" sur la première planche du "Comptes des jours" (Les 2 premiers feuillets étant manquants, ce tableau correspond à la troisième treizaine du Tonalpohualli) | Distribution des 13 "Signes journaliers" et de leurs "accompagnants" sur la première planche du "Comptes des jours" (Les 2 premiers feuillets étant manquants, ce tableau correspond à la troisième treizaine du Tonalpohualli) | Distribution des 13 "Signes journaliers" et de leurs "accompagnants" sur la première planche du "Comptes des jours" (Les 2 premiers feuillets étant manquants, ce tableau correspond à la troisième treizaine du Tonalpohualli) | Distribution des 13 "Signes journaliers" et de leurs "accompagnants" sur la première planche du "Comptes des jours" (Les 2 premiers feuillets étant manquants, ce tableau correspond à la troisième treizaine du Tonalpohualli) | Distribution des 13 "Signes journaliers" et de leurs "accompagnants" sur la première planche du "Comptes des jours" (Les 2 premiers feuillets étant manquants, ce tableau correspond à la troisième treizaine du Tonalpohualli) |
| Numéro | Les Signes journaliers | Les Seigneurs de la nuit | Les Seigneurs du jour | Les Oiseaux précieux | |
| --- | --- | --- | --- | --- | --- |
| 1 | Mazatl (Chevreuil) | Tlaloc (Pluie) | Xiuhtecuhtli (Feu) | Colibri bleu | |
| 2 | Tochtli (Lapin) | Xiuhtecuhtli (Feu) | Tlaltecuhtli (Terre) | Colibri vert | |
| 3 | Atl (Eau) | Itztli (Obsidienne) | Chalchiuhtlicue (Eau) | Faucon | |
| 4 | Itzcuintli (Chien) | Piltzintecuhtli (Printemps) | Tonatiuh (Soleil) | Caille | |
| 5 | Ozomahtli (Singe) | Centeotl (Jeune maïs) | Tlazolteotl (Amour) | Aigle | |
| 6 | Malinalli (Herbe) | Mictlantecuhtli (Inframonde) | Mictlantecuhtli (Inframonde) | Chouette | |
| 7 | Acatl (Roseau) | Chalchiuhtlicue (Eau) | Centeotl (Maïs) | Papillon | |
| 8 | Ocelotl (Jaguar) | Tlazolteotl (Amour) | Tlaloc (Pluie) | Aigle | |
| 9 | Cuauhtli (Aigle) | Tepeyollotl (Jaguar) | Quetzalcóatl (Vent) | Dindon | |
| 10 | Cozcacuauhtli (Vautour) | Tlaloc (Pluie) | Tezcatlipoca (Guerre) | Chouette | |
| 11 | Ollin (Mouvement) | Xiuhtecuhtli (Feu) | Chalmecatecuhtli (Sacrifice) | Ara | |
| 12 | Tecpatl (Silex) | Itztli (Obsidienne) | Tlahuizcalpantecuhtli (Aube) | Quetzal | |
| 13 | Quiahuitl (Pluie) | Piltzintecuhtli (Printemps) | Citlalinicue (Voie Lactée) | Perroquet | |

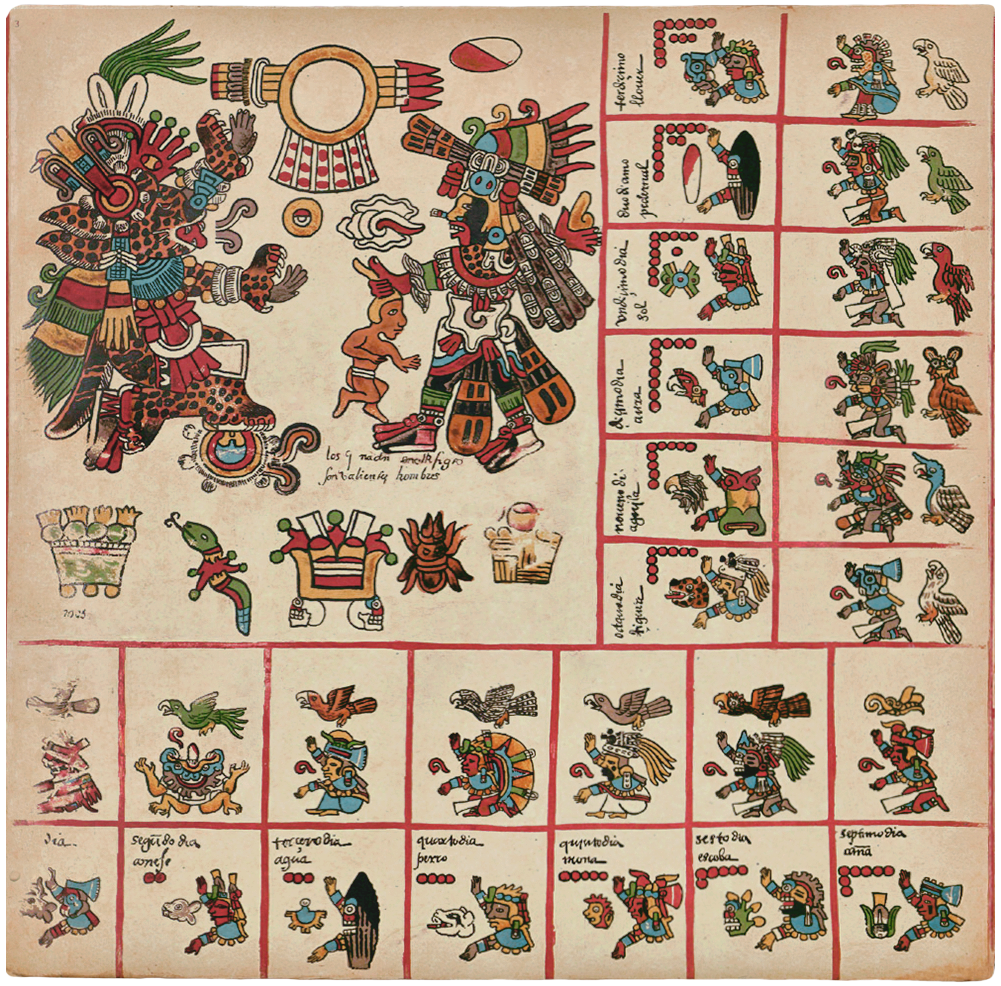
3e treizaine : La lecture se fait de gauche à droite, puis de bas en haut. La suite des jours va du glyphe 1-Chevreuil jusqu'à 13-Pluie (numérotés avec des points rouges). Ensuite, si la numérotation recommence sur la planche suivante, la série des "Signes journaliers" continue quant à elle jusqu'au 20e glyphe, puis se réitère. La série des 13 "Seigneurs du jour" avec leur "Oiseau précieux" se répète à l'identique de treizaine en treizaine. Celle des 9 "Seigneurs de la nuit" reprend déjà à l'intérieur de cette même planche (en 10-Vautour) et se poursuit ainsi de suite sur les suivantes.

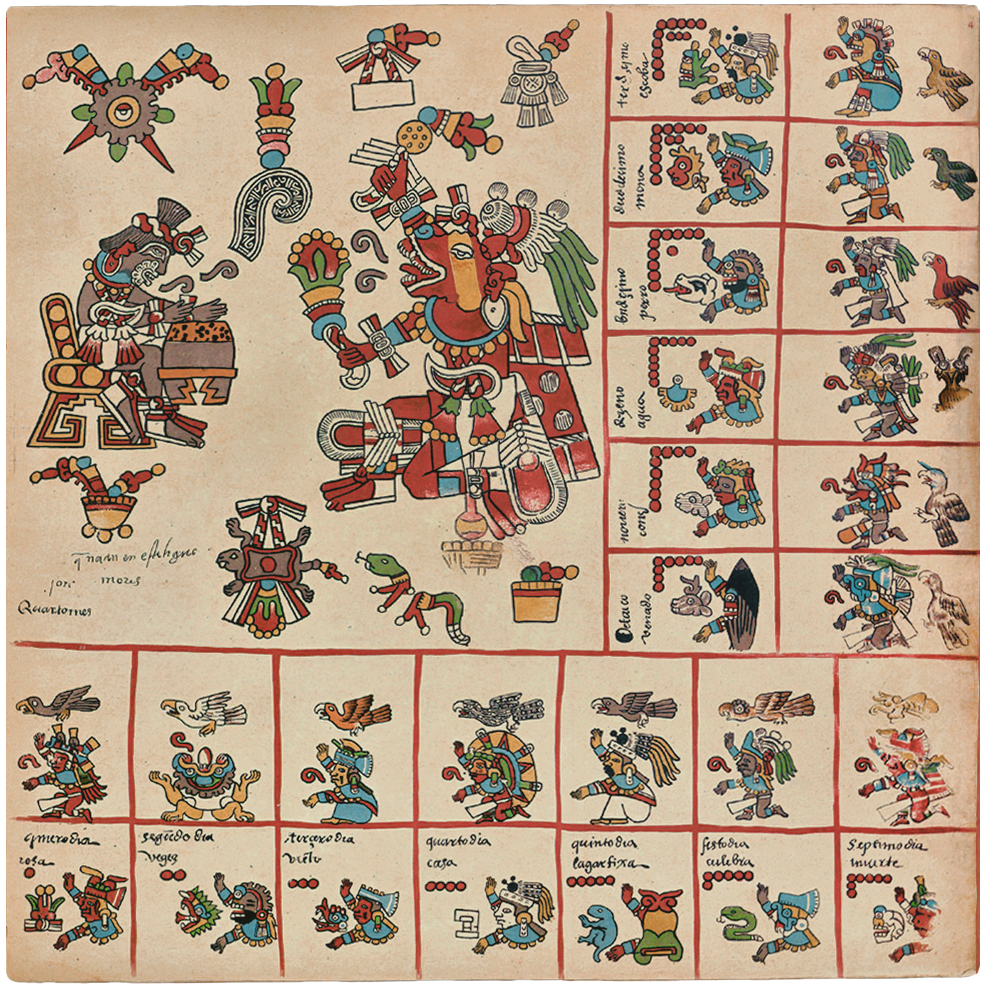
4e treizaine : La représentation à droite figure la divinité régente du signe de la treizaine 1-Fleur, Huehuecoyotl. Associé à la tromperie et à l'art oratoire, il danse et chante. En face, un musicien joue du tambour. Il incarne la divinité Ixtlilton, associée à la fête et à la boisson. Les pronostics concernant les natifs de cette treizaine étaient les suivants : si l'enfant était de sexe masculin, il serait chanteur, conteur ou artisan ; une petite fille serait brodeuse. Mais celui qui oubliait de répandre son sang le jour 1-Fleur vivrait dans la misère ou la luxure.

Finalement, à ces ensembles divinatoires déjà forts complexes, il faut encore ajouter et considérer les divinités régentes de chaque treizaine qui s’affichent en grand dans l'angle supérieur gauche des planches, et qui sont entourées d'un certain nombre d'éléments mettant en scène les mythes et les rituels qui se trouvaient être en lien étroit avec la période figurée :
« Des braseros contenant sang, pattes d’aigle, de cerf ou fémur humain, des offrandes animales (oiseaux, serpents, mammifères, insectes), des plumes, des plantes (arbres, fleurs, maïs), des récipients ou des aliments, des objets divers (bijoux, flèche, bois, encensoir). D'autres objets renvoient à la société aztèque, tels des éléments militaires (propulseur, boucliers, drapeaux), religieux (bâtons et trônes, haches, cordes fleuries), sacrificiels, utilitaires, funéraires ou stellaires. De petits personnages se montrent aussi à voir dans des attitudes variées (lapidation, décapitation, ingurgitation). »
| Les 18 treizaines représentées dans le codex Borbonicus avec les divinités régentes qui leur sont généralement associées (En rose, les pages 1 et 2 sont restituées dans ce tableau en référence à d'autres Tonalamatl mésoaméricains) | Les 18 treizaines représentées dans le codex Borbonicus avec les divinités régentes qui leur sont généralement associées (En rose, les pages 1 et 2 sont restituées dans ce tableau en référence à d'autres Tonalamatl mésoaméricains) | Les 18 treizaines représentées dans le codex Borbonicus avec les divinités régentes qui leur sont généralement associées (En rose, les pages 1 et 2 sont restituées dans ce tableau en référence à d'autres Tonalamatl mésoaméricains) | Les 18 treizaines représentées dans le codex Borbonicus avec les divinités régentes qui leur sont généralement associées (En rose, les pages 1 et 2 sont restituées dans ce tableau en référence à d'autres Tonalamatl mésoaméricains) | Les 18 treizaines représentées dans le codex Borbonicus avec les divinités régentes qui leur sont généralement associées (En rose, les pages 1 et 2 sont restituées dans ce tableau en référence à d'autres Tonalamatl mésoaméricains) | Les 18 treizaines représentées dans le codex Borbonicus avec les divinités régentes qui leur sont généralement associées (En rose, les pages 1 et 2 sont restituées dans ce tableau en référence à d'autres Tonalamatl mésoaméricains) |

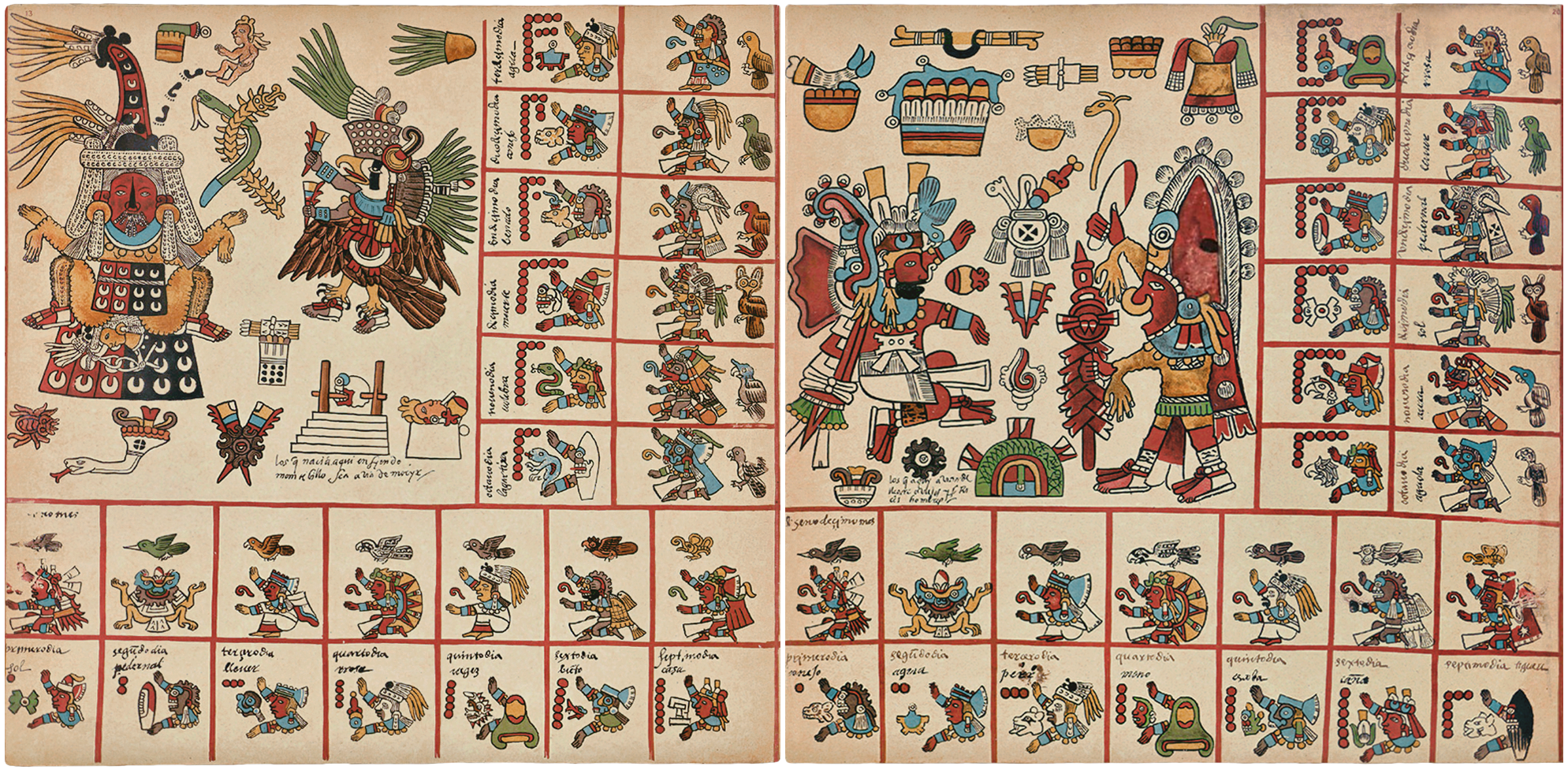
13e treizaine (gauche) : Elle était placée sous les auspices de la déesse Tlazolteotl (grande case en haut), donnant naissance à Cinteotl. En face, une évocation de Tezcatlipoca. 20e treizaine (droite) : Le dernier "mois" du "Livre des destins" (1-Lapin) met en vis-à-vis les entités affectées au dieu du Feu (Xiuhtecuhtli) et au "Seigneur d’obsidienne" en tant que couteau sacrificiel (Itztapaltotec).

| Page | Suite des jours (treizaine) | Divinité(s) régente(s) | Page | Suite des jours (treizaine) | Divinité(s) régente(s) |
| --- | --- | --- | --- | --- | --- |
| (1) | 1-Crocodile → 13-Roseau | Tonacatecuhtli / Tonacacihuatl | 11 | 1-Singe → 13-Maison | Patecatl |
| (2) | 1-Jaguar → 13-Mort | Quetzalcóatl | 12 | 1-Lézard → 13-Maison | Itztlacoliuhqui |
| 3 | 1-Chevreuil → 13-Pluie | Tepeyollotl / Quetzalcóatl | 13 | 1-Mouvement → 13-Eau | Tlazolteotl / Tezcatlipoca |
| 4 | 1-Fleur → 13-Herbe | Huehuecoyotl | 14 | 1-Chien → 13-Vent | Xipe Totec / Quetzalcóatl |
| 5 | 1-Roseau → 13-Serpent | Chalchiuhtlicue | 15 | 1-Maison → 13-Aigle | Itzpapalotl |
| 6 | 1-Mort → 13-Silex | Tecciztecatl / Tonatiuh | 16 | 1-Vautour → 13-Lapin | Tlalchitonatiuh / Xolotl |
| 7 | 1-Pluie → 13-Singe | Tlaloc / Chicomecoatl | 17 | 1-Eau → 13-Crocodile | Chalchiutotolin |
| 8 | 1-Herbe → 13-Lézard | Mayahuel / Xochipilli | 18 | 1-Vent → 13-Jaguar | Chantico |
| 9 | 1-Serpent → 13-Mouvement | Tlahuizcalpantecuhtli / Xiuhtecuhtli | 19 | 1-Aigle → 13-Chevreuil | Xochiquetzal |
| 10 | 1-Silex → 13-Chien | Tonatiuh / Mictlantecuhtli | 20 | 1-Lapin → 13-Fleur | Xiuhtecuhtli / Itztapaltotec |

### Les 52 années solaires
Les deux dernières planches de la première partie du codex Borbonicus sont chacune bordées par 26 groupes d'images composés d’un nombre, d'un « signe journalier » et d'un "Seigneur de la nuit", soit 52 positions que l'on retrouve de manière univoque dans le "Compte des jours" vu précédemment. Autrement dit, le double tableau des pages 21 et 22 énumère les dates auxquelles commençaient, dans le Tonalpohualli, les 52 années solaires de 365 jours du « siècle » mésoaméricain. On donne à ces glyphes chronologiques le nom de "Porteurs d’années" puisque chacun d'eux caractérisait de ses augures l’année qu’il initiait. À la fin d'un cycle de 52 ans, soit à la fin de l'année 13-Maison, un nouveau « siècle » recommençait en 1-Lapin. Cette transition s’appelait la "Ligature des années" (Xiuhmolpilli) et coïncidait également avec le début d’un nouveau "Compte des jours", le 74e. Le problème de savoir si les anciens Mexicains faisaient des corrections de l'année solaire correspondant à notre année bissextile n'a pas été tranché de manière définitive.
Au centre de ces deux planches sont mis en scène les régents de chacune de ces séries de 26 années (demi-siècles). Sur la page 21 figurent une personnification féminine de la "Nuit" (Oxomoco) et une autre masculine se rapportant au "Jour" (Cipactonal). Considérés comme le couple primordial de l’humanité, ils sont représentés en train d’accomplir des actes rituels à l'intérieur d’un rectangle rouge limité par des murs, comme le serait le patio d'une maison (un courant d'eau s'en écoule). En page 22, deux divinités se font face dans une sorte de confrontation. La légende les place à l'origine de la création du 5e Soleil, le monde actuel. La 1re, à gauche, se présente sous l’incarnation du "Vent" (Quetzalcóatl) avec un masque sur la bouche et brandissant un serpent qui se termine par un encensoir. L'autre entité, dédiée à la "Nuit" (Tezcatlipoca), porte un "Serpent de feu" (Xiuhcoatl) dressé sur son dos, une coiffure semée d'étoiles et surmontée d'un panache de plumes de quetzal.
| Distribution des dates auxquelles commençaient les 52 années solaires dans le Tonalpohualli ("Compte des jours") | Distribution des dates auxquelles commençaient les 52 années solaires dans le Tonalpohualli ("Compte des jours") | Distribution des dates auxquelles commençaient les 52 années solaires dans le Tonalpohualli ("Compte des jours") | Distribution des dates auxquelles commençaient les 52 années solaires dans le Tonalpohualli ("Compte des jours") |
| Années 1-13 → Treizaine                                                                                          | Années 14-26 → Treizaine                                                                                         | Années 27-39 → Treizaine                                                                                         | Années 40-52 → Treizaine                                                                                         |
| --- | --- | --- | --- |
| 1-Tochtli (Lapin) → 20e                                                                                          | 1-Acatl (Roseau) → 5e                                                                                            | 1-Tecpatl (Silex) → 10e                                                                                          | 1-Calli (Maison) → 15e                                                                                           |
| 2-Acatl (Roseau) → 8e                                                                                            | 2-Tecpatl (Silex) → 13e                                                                                          | 2-Calli (Maison) → 18e                                                                                           | 2-Tochtli (Lapin) → 3e                                                                                           |
| 3-Tecpatl (Silex) → 16e                                                                                          | 3-Calli (Maison) → 1er                                                                                           | 3-Tochtli (Lapin) → 6e                                                                                           | 3-Acatl (Roseau) → 11e                                                                                           |
| 4-Calli (Maison) → 4e                                                                                            | 4-Tochtli (Lapin) → 9e                                                                                           | 4-Acatl (Roseau) → 14e                                                                                           | 4-Tecpatl (Silex) → 19e                                                                                          |
| 5-Tochtli (Lapin) → 12e                                                                                          | 5-Acatl (Roseau) → 17e                                                                                           | 5-Tecpatl (Silex) → 2e                                                                                           | 5-Calli (Maison) → 7e                                                                                            |
| 6-Acatl (Roseau) → 20e                                                                                           | 6-Tecpatl (Silex) → 5e                                                                                           | 6-Calli (Maison) → 10e                                                                                           | 6-Tochtli (Lapin) → 15e                                                                                          |
| 7-Tecpatl (Silex) → 8e                                                                                           | 7-Calli (Maison) → 13e                                                                                           | 7-Tochtli (Lapin) → 18e                                                                                          | 7-Acatl (Roseau) → 3e                                                                                            |
| 8-Calli (Maison) → 16e                                                                                           | 8-Tochtli (Lapin) → 1er                                                                                          | 8-Acatl (Roseau) → 6e                                                                                            | 8-Tecpatl (Silex) → 11e                                                                                          |
| 9-Tochtli (Lapin) → 4e                                                                                           | 9-Acatl (Roseau) → 9e                                                                                            | 9-Tecpatl (Silex) → 14e                                                                                          | 9-Calli (Maison) → 19e                                                                                           |
| 10-Acatl (Roseau) → 12e                                                                                          | 10-Tecpatl (Silex) → 17e                                                                                         | 10-Calli (Maison) → 2e                                                                                           | 10-Tochtli (Lapin) → 7e                                                                                          |
| 11-Tecpatl (Silex) → 20e                                                                                         | 11-Calli (Maison) → 5e                                                                                           | 11-Tochtli (Lapin) → 10e                                                                                         | 11-Acatl (Roseau) → 15e                                                                                          |
| 12-Calli (Maison) → 8e                                                                                           | 12-Tochtli (Lapin) → 13e                                                                                         | 12-Acatl (Roseau) → 18e                                                                                          | 12-Tecpatl (Silex) → 3e                                                                                          |
| 13-Tochtli (Lapin) → 16e                                                                                         | 13-Acatl (Roseau) → 1er                                                                                          | 13-Tecpatl (Silex) → 6e                                                                                          | 13-Calli (Maison) → 11e                                                                                          |

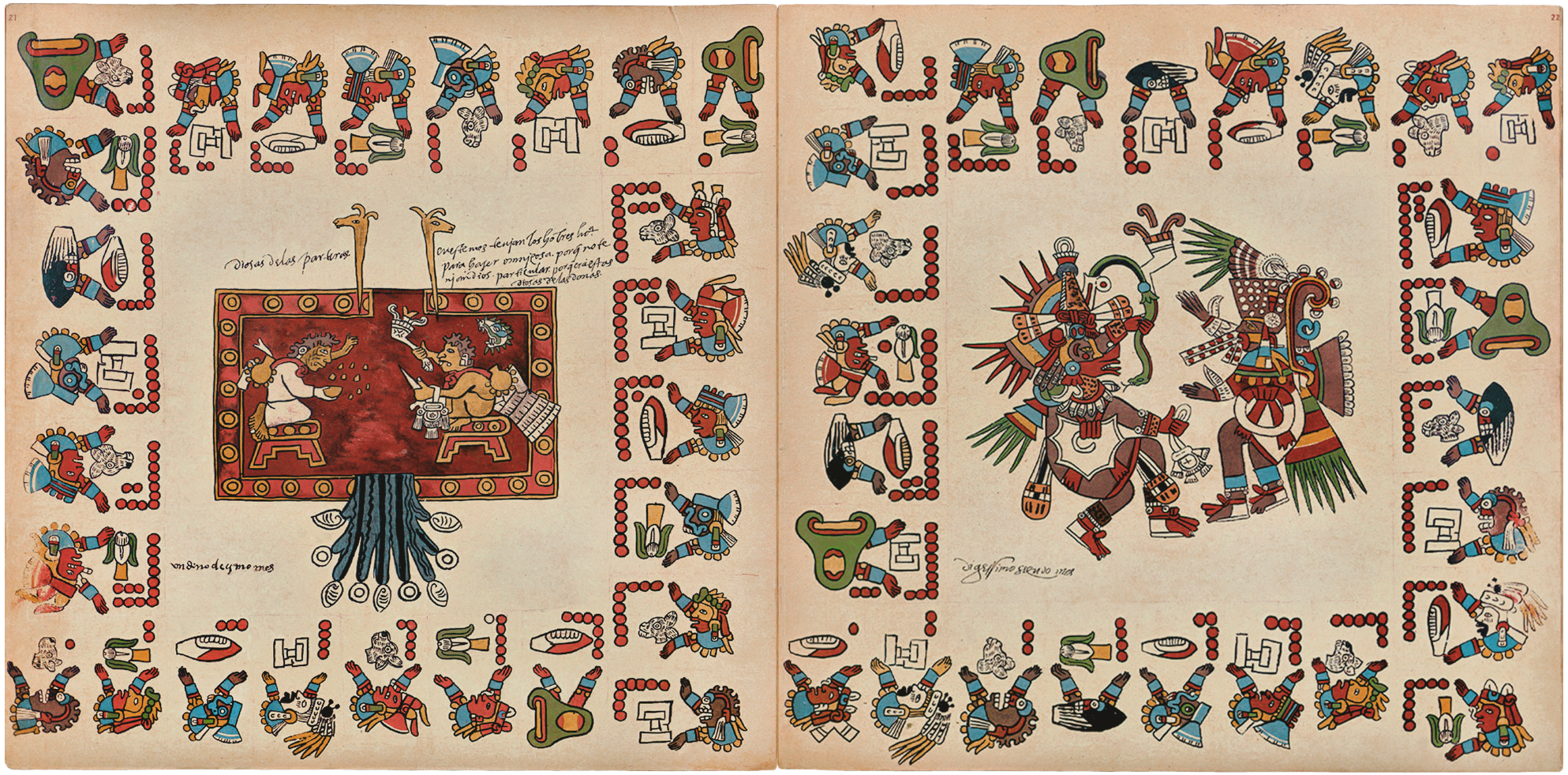
Planches 21 et 22 : Les 2 fois 26 groupes d'images symbolisant les 52 années solaires du « siècle » mésoaméricain. La lecture, qui part d'en bas à gauche de la planche 21 et se poursuit sur la suivante dans le sens contraire aux aiguilles d’une montre, commence avec le signe 1-Lapin, puis 2-Roseau, 3-Silex et 4-Maison. La même série de 4 glyphes reprend alors avec 5-Lapin, 6-Roseau, 7-Silex, 8-Maison, et jusqu'à 13-Lapin. Ensuite, la numérotation recommence avec le chiffre 1. Chaque glyphe "Porteur d’années" est représenté 13 fois.

Ainsi qu'on peut le vérifier en fixant chronologiquement sur le Tonalpohualli ces 52 positions, il y a toujours entre elles un intervalle régulier de 105 jours ; y compris entre la 52e et la 1re date. Or, c’est exactement le chiffre qu’il faut ajouter aux 260 d’un "Compte des jours" pour obtenir les 365 jours d’une année solaire (260 + 105), soit un cycle complet de Tonalpohualli plus 105 jours,. Mais comme le codex Borbonicus est le seul parmi tous les codex connus à présenter de cette manière le « siècle » mésoaméricain, c'est-à-dire en dessinant à côté des "Porteurs d'années" les "Seigneurs de la nuit", les spécialistes ne sont pas tous d'accord avec cette lecture des pages 21 et 22. De même, le fait de considérer ces "Porteurs d'années" et leur "accompagnant" comme des déterminatifs de jour pouvant être mis en correspondance avec le "Compte des jours" ne permet pas de soutenir l'hypothèse selon laquelle les mésoaméricains harmonisaient le calendrier annuel (365 jours) avec l'année tropique de 365,2422 jours en faisant des corrections semblables à nos années bissextiles (ajout d'un jour tous les 4 ans). Pourtant, a contrario, d'autres auteurs postulent que les anciens Mexicains pratiquaient bien un ajustement, mais en ajoutant par exemple 12 jours à la fin d'une période de 52 ans, et 13 autres à la fin du « siècle » suivant. Cette solution présente l'avantage d'assurer une corrélation beaucoup plus exacte que celle du bissexte de l'année julienne et ne s'oppose pas à une lecture du « siècle » mésoaméricain sur le Tonalpohualli.

## Contenu de la deuxième partie

### Les 18 fêtes annuelles
La deuxième partie du codex Borbonicus, qui diffère de la première autant d’un point de vue stylistique qu’au regard de la palette de couleurs utilisée ou de la surface peinte sur chaque feuillet, décrit, sur les planches 23 à 36, les 18 fêtes qui ponctuaient l'année solaire de 365 jours Xiuhpohualli ("Compte annuel"). À l'exclusion des illustrations contenues dans les Primeros Memoriales, le codex Borbonicus est le seul manuscrit qui donne autant de place à ces représentations, caractérisées par une richesse remarquable. Chacune de ces cérémonies symbolisait 1 mois de 20 jours (vingtaine), soit 360 jours (18 x 20) auxquels on ajoutait 5 jours creux appelés Nemontemi (mais qui ne sont pas figurés dans cette section du codex Borobonicus). Ces célébrations portaient plusieurs noms dont l'explication est malaisée. Et si la plupart faisaient référence aux principaux rituels qui les caractérisaient, cela n'était pas une règle. Pour s'y retrouver, les chercheurs ont pris l'habitude de les numéroter. Mais il s'agit guère plus que d'une convention car les avis divergent sur le mois par lequel débutait l'année. En correspondance avec les cycles naturels du soleil, de la pluie et du maïs, presque toutes les fêtes comportaient des danses rituelles et des chants, dont les exécutants variaient selon les cas ; elles donnaient quelquefois lieu à des simulacres de combats entre certains membres de la société et étaient généralement l'occasion de sacrifices humains (en particulier dans les rites dédiés à la fertilité).
| Ordre de présentation et répartition des 18 fêtes du Xiuhpohualli ("Compte annuel") dans le codex Borbonicus (Certaines cérémonies sont représentées sur la moitié d'une planche, d'autres sur 1 ou 2 pages) | Ordre de présentation et répartition des 18 fêtes du Xiuhpohualli ("Compte annuel") dans le codex Borbonicus (Certaines cérémonies sont représentées sur la moitié d'une planche, d'autres sur 1 ou 2 pages) | Ordre de présentation et répartition des 18 fêtes du Xiuhpohualli ("Compte annuel") dans le codex Borbonicus (Certaines cérémonies sont représentées sur la moitié d'une planche, d'autres sur 1 ou 2 pages) | Ordre de présentation et répartition des 18 fêtes du Xiuhpohualli ("Compte annuel") dans le codex Borbonicus (Certaines cérémonies sont représentées sur la moitié d'une planche, d'autres sur 1 ou 2 pages) | Ordre de présentation et répartition des 18 fêtes du Xiuhpohualli ("Compte annuel") dans le codex Borbonicus (Certaines cérémonies sont représentées sur la moitié d'une planche, d'autres sur 1 ou 2 pages) | Ordre de présentation et répartition des 18 fêtes du Xiuhpohualli ("Compte annuel") dans le codex Borbonicus (Certaines cérémonies sont représentées sur la moitié d'une planche, d'autres sur 1 ou 2 pages) | Ordre de présentation et répartition des 18 fêtes du Xiuhpohualli ("Compte annuel") dans le codex Borbonicus (Certaines cérémonies sont représentées sur la moitié d'une planche, d'autres sur 1 ou 2 pages) | Ordre de présentation et répartition des 18 fêtes du Xiuhpohualli ("Compte annuel") dans le codex Borbonicus (Certaines cérémonies sont représentées sur la moitié d'une planche, d'autres sur 1 ou 2 pages) |

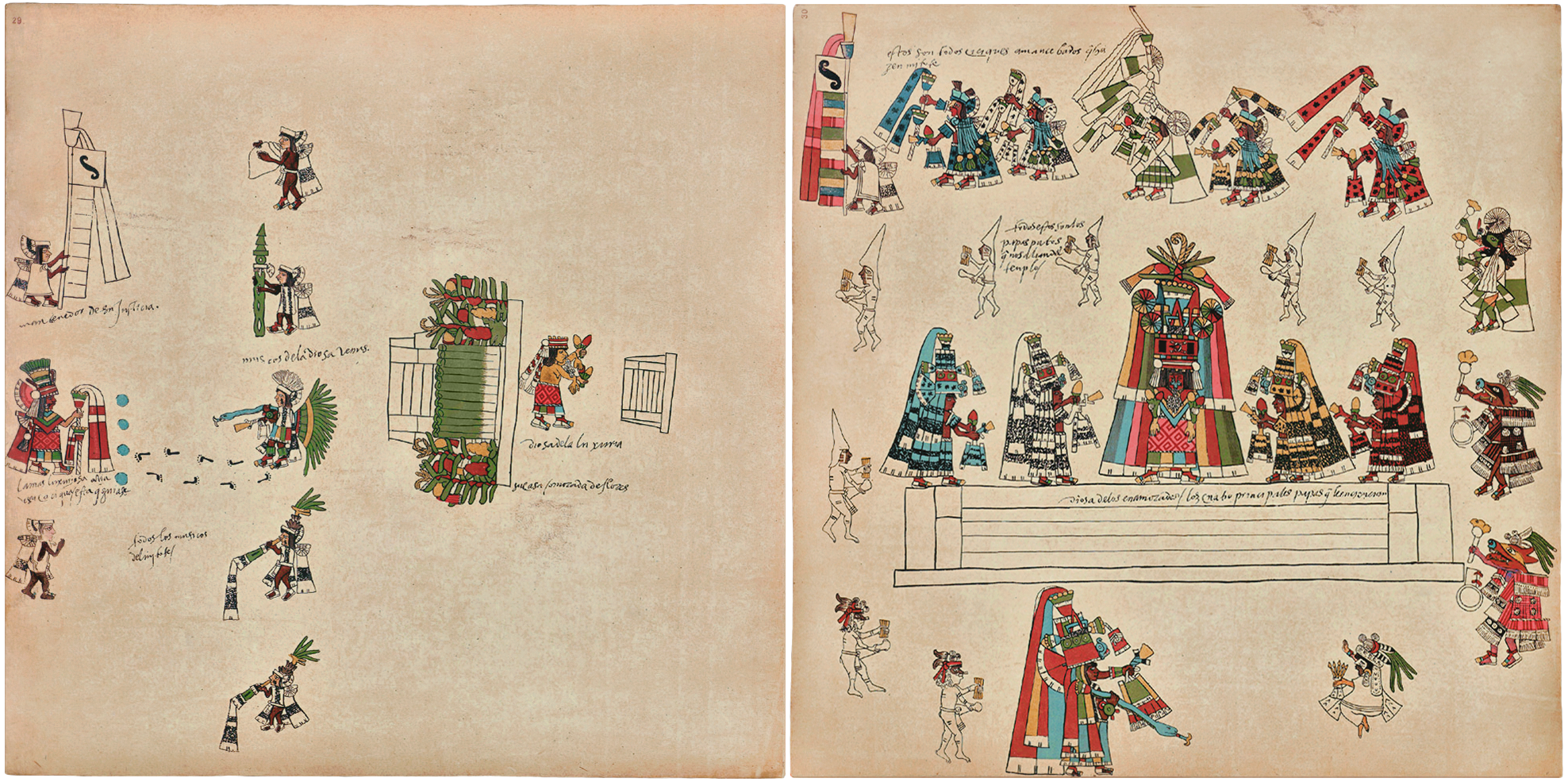
Planches 29 et 30 : Rituels de la fête de Ochpaniztli (une des plus importantes de l'année). Sur le 1re planche est peinte une future victime d’écorchement qui se présente sous des vêtements évoquant Chicomecoatl, la divinité de la nourriture et du maïs. En face on voit des musiciens qui jouent divers instruments avec, au milieu, un prêtre tenant un bâton bleu en forme de serpent. Les pas tracés au sol sont ceux de la danse qu’il exécute. Plus loin, masquée derrière une estrade de roseaux, on devine une petite pyramide sur laquelle la femme a été écorchée. Le personnage sacerdotal qui s’en éloigne porte alors sur lui la peau de la victime. Au centre du 2e feuillet (ici pivoté en arrière d'un quart de tour), c’est toujours la personnification de Chicomecoatl qui arbore cette fois l’ensemble majestueux de ses attributs. 4 officiants lui présentent le jeune maïs (Elotl). Au pied de la pyramide, un personnage fastueux semble ouvrir un cortège suivi par 8 serviteurs se scarifiant un simulacre de phallus. Plus haut, mené par un porte-drapeau, une autre procession de 5 personnages s’éloigne. En fin de défilé, 3 personnages à têtes d’animaux jouent du tambourin.

| Mois en nahuatl | Mois en nahuatl | Traduction / Festivité | Page | Mois en nahuatl | Mois en nahuatl | Traduction / Festivité | Page |
| --- | --- | --- | --- | --- | --- | --- | --- |
| 1 | Izcalli | "Résurrection, croissance" | ← 23 | 10 | Tlaxochimaco ou Miccaihuitl | "On se donne des fleurs" ou "Petite fête des morts" | ← 28 |
| 2 | Atlcahualo ou Xilomaniztli | "Arrêt des eaux" ou "Offrande d'épis de maïs" | 23 → | 11 | Xocotl Huetzi ou Hueymiccaihuitli | "Le fruit tombe" ou "Grande fête des morts" | 28 → |
| 3 | Tlacaxipehualiztli | "Écorchement d'hommes" | ← 24 | 12 | Ochpaniztli | "Balayage" | 29 30 |
| 4 | Tozoztontli | "Petite veille" | 24 → | 13 | Teotleco ou Pachtli | "Les dieux arrivent" ou "Petite mousse" | 31 |
| 5 | Uey Tozoztli | "Grande veille" | 25 | 14 | Tepeilhuitl ou Hueypachtli | "Fête des montagnes" ou Grande mousse" | 32 |
| 6 | Toxcatl | "Sécheresse" | ← 26 | 15 | Quecholli | "Flamant ou plume précieuse" | 33 |
| 7 | Etzalqualiztli | "Consommation de bouillie de maïs et de haricots" | 26 → | 16 | Panquetzaliztli | "Levée des drapeaux" | 34 |
| 8 | Tecuilhuitontli | "Petite fête des Seigneurs" | ← 27 | 17 | Atemoztli | "Chute des eaux" | 35 |
| 9 | Ueytecuilhuitl | "Grande fête des Seigneurs" | 27 → | 18 | Tititl | "Resserrement, tension, ride" | 36 |

### La ligature des années
Les deux dernières planches du codex Borbonicus représentent un cycle de 52 années incomplet à cause des pages 39 et 40 aujourd'hui disparues. Le mois festif Izcalli y est représenté sur la gauche de la page 37, puis vient, à droite et sur le feuillet suivant, une partie seulement des glyphes "Porteurs d'années". La chronologie se poursuivait certainement sur le haut des deux pages manquantes, revenait en sens inverse au bas de ces deux mêmes pages et se terminait sur la planche 37 par l'année 2-Roseau marquée de l'emblème du "Feu nouveau" (foret en bois). Or, il est admis par nombre d'auteurs que ces glyphes furent peints par un scribe dont le style ne participe qu’à la réalisation des signes annuels de cette partie du codex, mais que l'on retrouvent pourtant dans la section précédente avec les "Porteurs d’années" 1-Lapin et 2-Roseau représentés en haut des feuillets 23 et 34. Dans cette acception et autrement dit, la lecture de la dernière section du codex Borbonicus se superpose en partie à celle qui commémore les 18 fêtes annuelles.
| Mise en perspective des planches 23 et 34 de la section dédiées aux 18 fêtes annuelles (en vert) avec les feuillets 37 et 38 qui terminent le codex Borbonicus (en rose). Les pages 39 et 40 sont manquantes | Mise en perspective des planches 23 et 34 de la section dédiées aux 18 fêtes annuelles (en vert) avec les feuillets 37 et 38 qui terminent le codex Borbonicus (en rose). Les pages 39 et 40 sont manquantes | Mise en perspective des planches 23 et 34 de la section dédiées aux 18 fêtes annuelles (en vert) avec les feuillets 37 et 38 qui terminent le codex Borbonicus (en rose). Les pages 39 et 40 sont manquantes | Mise en perspective des planches 23 et 34 de la section dédiées aux 18 fêtes annuelles (en vert) avec les feuillets 37 et 38 qui terminent le codex Borbonicus (en rose). Les pages 39 et 40 sont manquantes | Mise en perspective des planches 23 et 34 de la section dédiées aux 18 fêtes annuelles (en vert) avec les feuillets 37 et 38 qui terminent le codex Borbonicus (en rose). Les pages 39 et 40 sont manquantes |
| ← Planche 23 | Planche 34 | ← Planche 37 | Planche 37 → | Planche 38... |
| --- | --- | --- | --- | --- |
| | | | | |
| - Planche 34 : Si on s’accorde à dire que le mois Panquetzaliztli est représenté en haut de cette page en raison du temple surmonté d’un drapeau et l’image du dieu Huitzilopochtli , les spécialistes constatent que cette planche fait bien plus référence à la cérémonie du "Feu nouveau", un rituel qui se déroulait dans la nuit du dernier jour Nemontemi, celui qui clôturait le « siècle » mésoaméricain de 52 ans. C'était la "Ligature des années" (Xiuhmolpilli). A droite, au sommet d’une montagne stylisée, un foret en bois indique que le "Feu nouveau" a été allumé. Plus bas on voit 2 habitats nobles et des familles comme attroupées se protégeant le visage derrière des masques, l’ensemble évoquant la ville-capitale avec, au centre, une femme enceinte qui semble être gardée prisonnière. Elle est celle par qui le malheur se serait abattu sur l’humanité si le "Feu nouveau" ne s’était pas allumé. Les pas descendant de la montagne montrent le chemin suivi par les prêtres qui apportent dans le grand temple les torches brûlantes. 7 sacerdoces personnifiant des divinités viennent alimenter le feu avec leur faisceau de bois et l’emporter aux 4 coins de la cité. Encadrant cette scène datée en 2-Roseau, les planches 23 et 37 gauches se répondent en miroir. | | | | |

La représentation singulière du Xiuhpohualli ("Compte annuel"), qui commence avec le mois Izcalli d’une année 1-Lapin et, au milieu du cycle, signale l’allumage du "Feu nouveau" en 2-Roseau, puis illustre une nouvelle fois le mois Izcalli en l'an 3-Silex, a conduit les spécialistes à s’interroger sur les particularités calendériques de cette séquence et à en proposer, au fil du temps, diverses interprétations. Hormis les propositions de Francisco del Paso y Troncoso (1898), Alfonso Caso (1967), Ferdinand Anders et Maarten Jansen (1991) qui s'achoppent sur la question du mois par lequel débutait l'année (Izcalli ou Atlcahualo), ou s'il s'agissait d'une année ordinaire ou historique, d'autres auteurs avancent des explications plus complexes sans pour autant aboutir à un consensus.
Par exemple, selon Ernest-Théodore Hamy (1899) et Michel Graulich (2008), cette séquence commémore le déplacement de la "Ligature des années" de la date 1-Lapin à 2-Roseau. Ceci, pour le premier, afin d'éviter qu’un nouveau cycle de 52 ans ne recommence sous l’influence néfaste du glyphe Lapin, porteur de mauvais présages ou, pour le second, afin d'imposer le dieu spécifiquement aztèque Huitzilopochtli (né en 2-Roseau) comme figure tutélaire de tous les peuples qui participaient à la célébration du "Feu nouveau" (en substitution de Quetzalcóatl originaire de Teotihuacan). Dès lors, la partie gauche de la planche 23 place la fête Izcalli à la fin de l’année 1-Lapin dont le cartouche figure en haut. Puis, sans considérer les planches intermédiaires, le feuillet 34 débute l’année 2-Roseau avec la "Cérémonie du feu nouveau" (en Panquetzaliztli). Finalement, répondant en miroir au feuillet 23, la partie gauche de la page 37 vient marquer la fin de cette année 2-Roseau ainsi que le début de la suivante, figurée par le signe "Porteur d'années" 3-Silex. Par ailleurs, le reste de la page 37, puis la 38 ainsi que les 2 dernières termineraient de décrire un cycle de 52 années en marquant avec le foret du "Feu nouveau" l’année 2-Roseau comme nouvelle date de la "Ligature des années". Les auteurs attribuent ce changement, qui aurait eu lieu en 1507, à Moctezuma II. S’il en était ainsi, le codex Borbonicus appartiendrait à la fin du règne de l’avant-dernier souverain de Mexico et aurait été peint, pour consigner ce changement, quelques années avant l’arrivée des Espagnols,.
Mais pour Catherine DiCesare (2009) et Danièle Dehouve (2017), la page 23 montre le début de l'année 1-Lapin (Izcalli est donc présentée comme le mois qui débute l'année). Puis, jusqu'à la page 34 non comprise, viennent les fêtes agraires avec un accent particulier mis sur Ochpaniztli, Tlaloc (dieu de la "Pluie") et Cihuacoatl, la divinité dédiée à la fertilité (figurant en p. 23 et 37 gauche). À partir de la page 34, dans une sorte de condensé des 18 fêtes annuelles, ont passe à l'année 2-Roseau avec la cérémonie du "Feu nouveau" et de la "Ligature des années" (Xiuhmolpilli). Représentée sur cette même page, Panquetzaliztli et les mois suivants sont alors dédiés au "Feu" et à son dieu Xiuhtecuhtli (figurant en p. 23 et 37 gauche). Finalement, à gauche de la planche 37, la seconde illustration du mois Izcalli indiquerait que l'année 3-Silex débute à la suite et que le cycle de 52 ans se poursuit en se prolongeant en boucle sur les feuillets suivants, jusqu'à revenir à l'année 2-Roseau marqué du foret en bois. Dans cette compréhension, Danièle Dehouve suggère que la quantité et la précision des détails de cette partie du codex Borbonicus impliquent que les auteurs, ou au moins leurs informateurs, ont dû eux-mêmes assister à la dernière célébration du Feu nouveau, en 1507, quelques années seulement avant la conquête,.